# Варіаш (комуна)
Варіаш (рум. Variaș) — комуна у повіті Тіміш в Румунії. До складу комуни входять такі села (дані про населення за 2002 рік):
- Варіаш (4048 осіб) — адміністративний центр комуни
- Джелу (1529 осіб)
- Синпетру-Мік (540 осіб)

Комуна розташована на відстані 438 км на північний захід від Бухареста, 34 км на північний захід від Тімішоари.

## Населення
За даними перепису населення 2002 року у комуні проживали 6117 осіб.
Національний склад населення комуни:
| Національність   | Кількість осіб | Відсоток |
| ---------------- | -------------- | -------- |
| румуни           | 4128           | 67,5%    |
| серби            | 789            | 12,9%    |
| угорці           | 583            | 9,5%     |
| цигани           | 274            | 4,5%     |
| українці         | 263            | 4,3%     |
| німці            | 55             | 0,9%     |
| словаки          | 10             | 0,2%     |
| болгари          | 4              | 0,1%     |
| росіяни-липовани | 3              | < 0,1%   |
| євреї            | 2              | < 0,1%   |

Рідною мовою назвали:
| Мова       | Кількість осіб | Відсоток |
| ---------- | -------------- | -------- |
| румунська  | 4393           | 71,8%    |
| сербська   | 775            | 12,7%    |
| угорська   | 553            | 9,0%     |
| українська | 224            | 3,7%     |
| циганська  | 103            | 1,7%     |
| німецька   | 51             | 0,8%     |
| словацька  | 7              | 0,1%     |
| російська  | 3              | < 0,1%   |
| болгарська | 3              | < 0,1%   |

Склад населення комуни за віросповіданням:
| Релігія            | Кількість осіб | Відсоток |
| ------------------ | -------------- | -------- |
| православні        | 5018           | 82,0%    |
| римо-католики      | 671            | 11,0%    |
| п'ятдесятники      | 288            | 4,7%     |
| баптисти           | 68             | 1,1%     |
| реформати          | 30             | 0,5%     |
| греко-католики     | 10             | 0,2%     |
| адвентисти         | 10             | 0,2%     |
| юдеї               | 6              | 0,1%     |
| не релігійні       | 4              | 0,1%     |
| атеїсти            | 3              | < 0,1%   |
| унітарії           | 1              | < 0,1%   |
| бретрени           | 1              | < 0,1%   |
| не вказали релігію | 1              | < 0,1%   |